# KBR

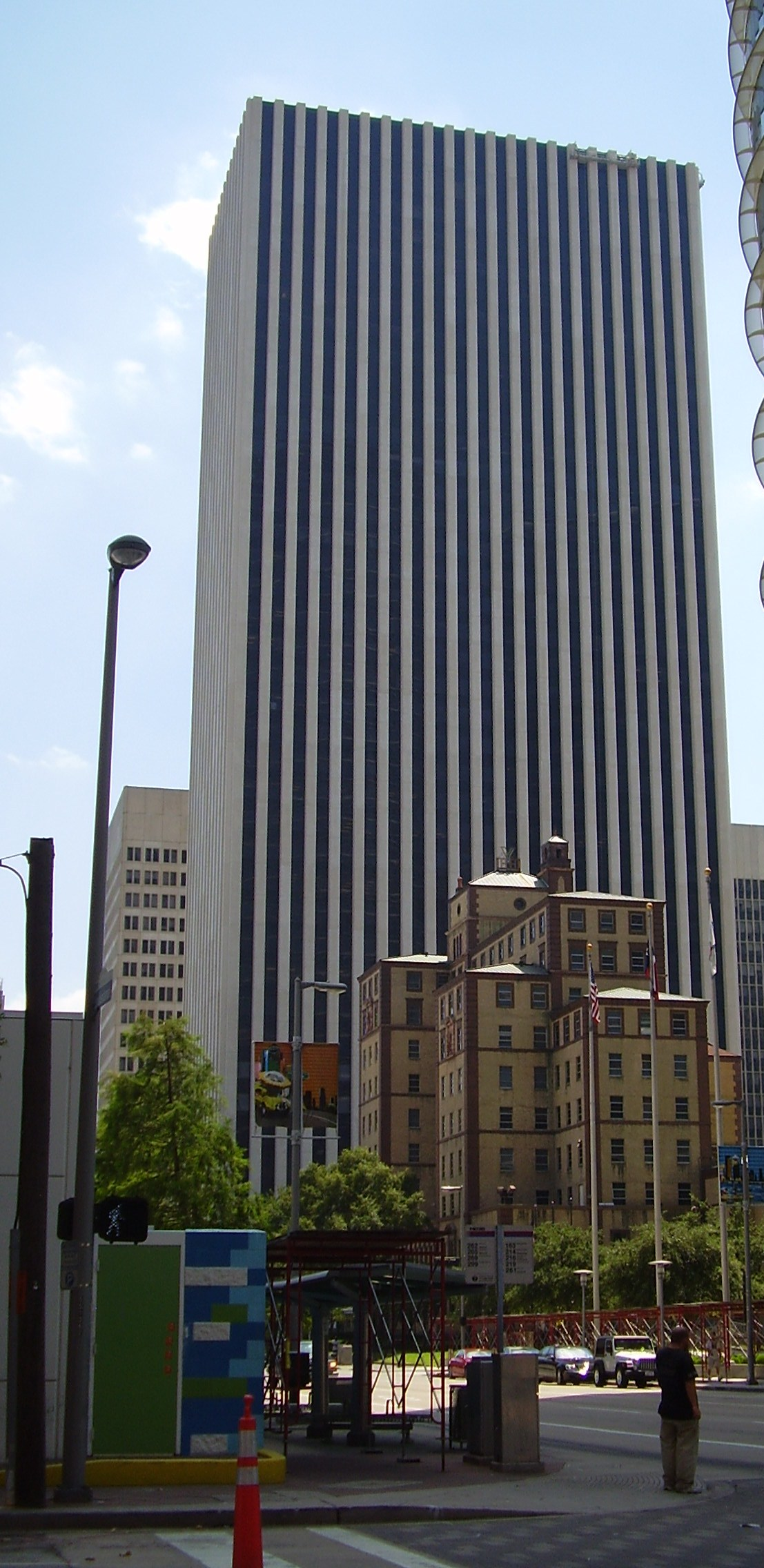
KBR Tower, la sede del KBR - Downtown Houston, Houston, Texas.

KBR Inc. (anteriormente Kellogg Brown & Root) es una compañía estadounidense de ingeniería y construcción, anteriormente una subsidiaria de Halliburton, con sede en Houston. Después de que Halliburton adquiriese Dresser Industries en 1998, la filial de ingeniería de Dresser, la compañía M. W. Kellogg, se fusionó con la filial de construcción de Halliburton, Brown & Root, para formar Kellogg Brown & Root. KBR y sus predecesoras han obtenido muchos contratos con el Ejército de Estados Unidos durante la invasión de Irak de 2003, así como durante la Segunda Guerra Mundial y la Guerra de Vietnam.
El 15 de abril de 2006, Halliburton presentó una declaración de registro a la Comisión de Cambio y Valores de EE. UU. para vender el 20% de su participación en KBR en el Mercado de Valores de Nueva York (NYSE, siglas en inglés). El 16 de noviembre de 2006, se ofrecieron al público acciones de KBR en una Oferta Pública Inicial con acciones a 17 dólares. Las acciones cerraron el primer día con una subida de más del 22% a 20.75 dólares la acción. Halliburton anunció el 5 de abril de 2007 que había roto sus vínculos con KBR, que había sido su unidad de contratación, ingeniería y construcción como parte de la compañía durante 44 años.